# Billie Jean King Cup 2021 – zóna Evropy a Afriky
Zóna Evropy a Afriky Billie Jean King Cupu 2021 byla jednou ze tří zón soutěže, které se účastnily státy ležící v Evropě a Africe. Do kontinentální zóny Billie Jean King Cupu 2021 nastoupilo 42 družstev, z toho třináct účastníků hrálo v I. skupině, osm ve II. skupině a dalších dvacet jedna ve III. skupině. Součástí herního plánu byly také tři baráže.

## I. skupina
- Místo konání: Tenisové centrum Tallink, Tallinn, Estonsko (tvrdý, hala)[1]
- Místo konání: Centre National de Tennis, Esch-sur-Alzette, Lucembursko (tvrdý, hala)[1]
- Datum: 5.–8. února 2020
- Formát: Třináct týmů hrálo ve dvou podskupinách – v Tallinnu a Esch-sur-Alzette. Každou z nich tvořily dva základní bloky. Družstva na prvních místech bloků nastoupila k zápasům o postup do světové baráže 2021 proti druhým celkům z dalšího bloku. Týmy, které obsadily poslední příčky bloků, odehrály zápas o udržení. Poražení sestoupili do II. skupiny euroafrické zóny pro rok 2022.[1]

### Nasazení
| Koš                                                            | tým         | ITF | nas. |
| -------------------------------------------------------------- | ----------- | --- | ---- |
| 1.                                                             | Srbsko      | 21. | 1.   |
| 1.                                                             | Ukrajina    | 23. | 2.   |
| 1.                                                             | Itálie      | 24. | 3.   |
| 1.                                                             | Polsko      | 26. | 4.   |
| 2.                                                             | Chorvatsko  | 28. | 5.   |
| 2.                                                             | Švédsko     | 29. | 6.   |
| 2.                                                             | Estonsko    | 38. | 7.   |
| 2.                                                             | Turecko     | 39. | 8.   |
| 3.                                                             | Rakousko    | 40. | 9.   |
| 3.                                                             | Bulharsko   | 42. | 10.  |
| 3.                                                             | Lucembursko | 44. | 11.  |
| 3.                                                             | Řecko       | 45. | 12.  |
| 3.                                                             | Slovinsko   | 49. | 13.  |
| ITF – žebříček ITF nasazení dle žebříčku ze 11. listopadu 2019 |             |     |      |

### Bloky
|    |                  | UKR | CRO | BUL |
| 1. | Ukrajina (2–0)   |     | 3–0 | 3–0 |
| 2. | Chorvatsko (1–1) | 0–3 |     | 2–1 |
| 3. | Bulharsko (0–2)  | 0–3 | 1–2 |     |

|    |                | ITA | EST | AUT | GRE |
| 1. | Itálie (3–0)   |     | 2–1 | 3–0 | 3–0 |
| 2. | Estonsko (1–2) | 1–2 |     | 2–1 | 1–2 |
| 3. | Rakousko (1–2) | 0–3 | 1–2 |     | 2–1 |
| 4. | Řecko (1–2)    | 0–3 | 2–1 | 1–2 |     |

|    |                   | SRB | SWE | LUX |
| 1. | Srbsko (2–0)      |     | 2–1 | 2–1 |
| 2. | Švédsko (1–1)     | 1–2 |     | 2–1 |
| 3. | Lucembursko (0–2) | 1–2 | 1–2 |     |

|    |                 | POL | SLO | TUR |
| 1. | Polsko (2–0)    |     | 2–1 | 3–0 |
| 2. | Slovinsko (1–1) | 1–2 |     | 2–1 |
| 3. | Turecko (0–2)   | 0–3 | 1–2 |     |

### Baráž
| Podskupina v Tallinnu         | Podskupina v Tallinnu | Podskupina v Tallinnu | Podskupina v Tallinnu |   |
| Pořadí                        | tým bloku A           | výsledek              | tým bloku B           |   |
| ----------------------------- | --------------------- | --------------------- | --------------------- | - |
| Postup                        | Ukrajina              | 2–1                   | Estonsko              |   |
| Postup                        | Chorvatsko            | 0–2                   | Itálie                |   |
| 9. místo                      | —                     | —                     | Rakousko              |   |
| Sestup                        | Bulharsko             | 2–0                   | Řecko                 |   |
| Podskupina v Esch-sur-Alzette |                       |                       |                       |   |
| Pořadí                        | tým bloku A           | výsledek              | tým bloku B           |   |
| Postup                        | Srbsko                | 2–1                   | Slovinsko             |   |
| Postup                        | Švédsko               | 0–2                   | Polsko                |   |
| 9. místo                      | —                     | —                     | —                     | — |
| Sestup                        | Lucembursko           | 0–2                   | Turecko               |   |

#### Zápas o postup: Ukrajina vs. Estonsko
| | Ukrajina | 2 :                                                                       | 1   | Estonsko |     |  |
| --- | -------- | ------------------------------------------------------------------------- | --- | -------- | --- |  |
| Tenisové centrum Tallink , Tallinn, Estonsko 8. února 2020 tvrdý (hala) |          |                                                                           |     |          |     |  |
| \| \| \| \| 1. \| 2. \| 3. \| \| \| -- \| \| ------------------------------------------------------------------------- \| --- \| ---- \| --- \| \| \| 1. \| \| Dajana Jastremská Elena Malõginová \| 6 3 \| 6 1 \| \| \| \| 2. \| \| Elina Svitolinová Anett Kontaveitová \| 3 6 \| 7 65 \| 2 6 \| \| \| 3. \| \| Marta Kosťuková / Dajana Jastremská Anett Kontaveitová / Elena Malõginová \| 6 2 \| 6 0 \| \| \| \| \| \| \| \| \| \| \| \| \| \| \| \| \| \| \| \| \| \| \| \| \| \| \| \| \| \| \| \| \| \| \| \| \| \| \| \| \| \| \| |          |                                                                           |     |          |     |  |
| |          |                                                                           | 1.  | 2.       | 3.  |  |
| 1. |          | Dajana Jastremská Elena Malõginová                                        | 6 3 | 6 1      |     |  |
| 2. |          | Elina Svitolinová Anett Kontaveitová                                      | 3 6 | 7 65     | 2 6 |  |
| 3. |          | Marta Kosťuková / Dajana Jastremská Anett Kontaveitová / Elena Malõginová | 6 2 | 6 0      |     |  |
| |          |                                                                           |     |          |     |  |
| |          |                                                                           |     |          |     |  |
| |          |                                                                           |     |          |     |  |
| |          |                                                                           |     |          |     |  |
| |          |                                                                           |     |          |     |  |

#### Zápas o postup: Chorvatsko vs. Itálie
| | Chorvatsko | 0 :                                                                     | 2    | Itálie |    |            |
| --- | ---------- | ----------------------------------------------------------------------- | ---- | ------ | -- | ---------- |
| Tenisové centrum Tallink , Tallinn, Estonsko 8. února 2020 tvrdý (hala) |            |                                                                         |      |        |    |            |
| \| \| \| \| 1. \| 2. \| 3. \| \| \| -- \| \| ----------------------------------------------------------------------- \| ---- \| --- \| -- \| ---------- \| \| 1. \| \| Lea Boškovićová Elisabetta Cocciarettová \| 3 6 \| 3 6 \| \| \| \| 2. \| \| Jana Fettová Camila Giorgiová \| 64 7 \| 4 6 \| \| \| \| 3. \| \| Jana Fettová / Darija Juraková Jasmine Paoliniová / Martina Trevisanová \| \| \| \| nehrálo se \| \| \| \| \| \| \| \| \| \| \| \| \| \| \| \| \| \| \| \| \| \| \| \| \| \| \| \| \| \| \| \| \| \| \| \| \| \| \| \| \| |            |                                                                         |      |        |    |            |
| |            |                                                                         | 1.   | 2.     | 3. |            |
| 1. |            | Lea Boškovićová Elisabetta Cocciarettová                                | 3 6  | 3 6    |    |            |
| 2. |            | Jana Fettová Camila Giorgiová                                           | 64 7 | 4 6    |    |            |
| 3. |            | Jana Fettová / Darija Juraková Jasmine Paoliniová / Martina Trevisanová |      |        |    | nehrálo se |
| |            |                                                                         |      |        |    |            |
| |            |                                                                         |      |        |    |            |
| |            |                                                                         |      |        |    |            |
| |            |                                                                         |      |        |    |            |
| |            |                                                                         |      |        |    |            |

#### Zápas o postup: Srbsko vs. Slovinsko
| | Srbsko | 2 :                                                                          | 1   | Slovinsko |    |  |
| --- | ------ | ---------------------------------------------------------------------------- | --- | --------- | -- |  |
| Centre National de Tennis, Esch-sur-Alzette, Lucembursko 8. února 2020 tvrdý (hala) |        |                                                                              |     |           |    |  |
| \| \| \| \| 1. \| 2. \| 3. \| \| \| -- \| \| ---------------------------------------------------------------------------- \| --- \| --- \| -- \| \| \| 1. \| \| Olga Danilovićová Kaja Juvanová \| 2 6 \| 2 6 \| \| \| \| 2. \| \| Nina Stojanovićová Tamara Zidanšeková \| 6 4 \| 7 5 \| \| \| \| 3. \| \| Aleksandra Krunićová / Nina Stojanovićová Kaja Juvanová / Tamara Zidanšeková \| 6 4 \| 6 4 \| \| \| \| \| \| \| \| \| \| \| \| \| \| \| \| \| \| \| \| \| \| \| \| \| \| \| \| \| \| \| \| \| \| \| \| \| \| \| \| \| \| \| |        |                                                                              |     |           |    |  |
| |        |                                                                              | 1.  | 2.        | 3. |  |
| 1. |        | Olga Danilovićová Kaja Juvanová                                              | 2 6 | 2 6       |    |  |
| 2. |        | Nina Stojanovićová Tamara Zidanšeková                                        | 6 4 | 7 5       |    |  |
| 3. |        | Aleksandra Krunićová / Nina Stojanovićová Kaja Juvanová / Tamara Zidanšeková | 6 4 | 6 4       |    |  |
| |        |                                                                              |     |           |    |  |
| |        |                                                                              |     |           |    |  |
| |        |                                                                              |     |           |    |  |
| |        |                                                                              |     |           |    |  |
| |        |                                                                              |     |           |    |  |

#### Zápas o postup: Polsko vs. Švédsko
| | Polsko | 2 :                                                                       | 0   | Švédsko |     |            |
| --- | ------ | ------------------------------------------------------------------------- | --- | ------- | --- | ---------- |
| Centre National de Tennis, Esch-sur-Alzette, Lucembursko 8. února 2020 tvrdý (hala) |        |                                                                           |     |         |     |            |
| \| \| \| \| 1. \| 2. \| 3. \| \| \| -- \| \| ------------------------------------------------------------------------- \| --- \| --- \| --- \| ---------- \| \| 1. \| \| Iga Świąteková Mirjam Björklundová \| 7 5 \| 4 6 \| 6 3 \| \| \| 2. \| \| Magda Linetteová Johanna Larssonová \| 7 5 \| 6 4 \| \| \| \| 3. \| \| Maja Chwalińská / Alicja Rosolská Johanna Larssonová / Cornelia Listerová \| \| \| \| nehrálo se \| \| \| \| \| \| \| \| \| \| \| \| \| \| \| \| \| \| \| \| \| \| \| \| \| \| \| \| \| \| \| \| \| \| \| \| \| \| \| \| \| |        |                                                                           |     |         |     |            |
| |        |                                                                           | 1.  | 2.      | 3.  |            |
| 1. |        | Iga Świąteková Mirjam Björklundová                                        | 7 5 | 4 6     | 6 3 |            |
| 2. |        | Magda Linetteová Johanna Larssonová                                       | 7 5 | 6 4     |     |            |
| 3. |        | Maja Chwalińská / Alicja Rosolská Johanna Larssonová / Cornelia Listerová |     |         |     | nehrálo se |
| |        |                                                                           |     |         |     |            |
| |        |                                                                           |     |         |     |            |
| |        |                                                                           |     |         |     |            |
| |        |                                                                           |     |         |     |            |
| |        |                                                                           |     |         |     |            |

#### Zápas o sestup: Bulharsko vs. Řecko
| | Bulharsko | 2 :                                                                                          | 0   | Řecko |    |            |
| --- | --------- | -------------------------------------------------------------------------------------------- | --- | ----- | -- | ---------- |
| Tenisové centrum Tallink , Tallinn, Estonsko 8. února 2020 tvrdý (hala) |           |                                                                                              |     |       |    |            |
| \| \| \| \| 1. \| 2. \| 3. \| \| \| -- \| \| -------------------------------------------------------------------------------------------- \| --- \| --- \| -- \| ---------- \| \| 1. \| \| Isabella Šinikovová Valentini Grammatikopoulou \| 6 3 \| 6 1 \| \| \| \| 2. \| \| Viktorija Tomovová Despina Papamichailová \| 6 2 \| 6 4 \| \| \| \| 3. \| \| Isabella Šinikovová / Viktorija Tomovová Valentini Grammatikopoulou / Despina Papamichailová \| \| \| \| nehrálo se \| \| \| \| \| \| \| \| \| \| \| \| \| \| \| \| \| \| \| \| \| \| \| \| \| \| \| \| \| \| \| \| \| \| \| \| \| \| \| \| \| |           |                                                                                              |     |       |    |            |
| |           |                                                                                              | 1.  | 2.    | 3. |            |
| 1. |           | Isabella Šinikovová Valentini Grammatikopoulou                                               | 6 3 | 6 1   |    |            |
| 2. |           | Viktorija Tomovová Despina Papamichailová                                                    | 6 2 | 6 4   |    |            |
| 3. |           | Isabella Šinikovová / Viktorija Tomovová Valentini Grammatikopoulou / Despina Papamichailová |     |       |    | nehrálo se |
| |           |                                                                                              |     |       |    |            |
| |           |                                                                                              |     |       |    |            |
| |           |                                                                                              |     |       |    |            |
| |           |                                                                                              |     |       |    |            |
| |           |                                                                                              |     |       |    |            |

#### Zápas o sestup: Lucembursko vs. Turecko
| | Lucembursko | 0 :                                                               | 2   | Turecko |    |            |
| --- | ----------- | ----------------------------------------------------------------- | --- | ------- | -- | ---------- |
| Centre National de Tennis, Esch-sur-Alzette, Lucembursko 8. února 2020 tvrdý (hala) |             |                                                                   |     |         |    |            |
| \| \| \| \| 1. \| 2. \| 3. \| \| \| -- \| \| ----------------------------------------------------------------- \| --- \| --- \| -- \| ---------- \| \| 1. \| \| Tiffany Corneliusová Berfu Cengizová \| 2 6 \| 2 6 \| \| \| \| 2. \| \| Eléonora Molinarová Pemra Özgenová \| 3 6 \| 4 6 \| \| \| \| 3. \| \| Tiffany Corneliusová / Eléonora Molinarová Ayla Aksu / İpek Özová \| \| \| \| nehrálo se \| \| \| \| \| \| \| \| \| \| \| \| \| \| \| \| \| \| \| \| \| \| \| \| \| \| \| \| \| \| \| \| \| \| \| \| \| \| \| \| \| |             |                                                                   |     |         |    |            |
| |             |                                                                   | 1.  | 2.      | 3. |            |
| 1. |             | Tiffany Corneliusová Berfu Cengizová                              | 2 6 | 2 6     |    |            |
| 2. |             | Eléonora Molinarová Pemra Özgenová                                | 3 6 | 4 6     |    |            |
| 3. |             | Tiffany Corneliusová / Eléonora Molinarová Ayla Aksu / İpek Özová |     |         |    | nehrálo se |
| |             |                                                                   |     |         |    |            |
| |             |                                                                   |     |         |    |            |
| |             |                                                                   |     |         |    |            |
| |             |                                                                   |     |         |    |            |
| |             |                                                                   |     |         |    |            |

### Konečné pořadí
| Umístění         | Tým       | Tým        | Tým         | Tým         |
| Postup/1. místo  | Ukrajina  | Itálie     | Srbsko      | Polsko      |
| 5. místo         | Estonsko  | Chorvatsko | Slovinsko   | Švédsko     |
| 9. místo         | Rakousko  | Rakousko   | Rakousko    | Rakousko    |
| 10. místo        | Bulharsko | Bulharsko  | Turecko     | Turecko     |
| Sestup/12. místo | Řecko     | Řecko      | Lucembursko | Lucembursko |

Výsledek
- Itálie, Polsko, Srbsko a Ukrajina postoupily do světové baráže 2021
- Lucembursko a Řecko sestoupily do II. skupiny zóny Evropy a Afriky pro rok 2022.

## II. skupina
- Místo konání: Tenisové centrum Tali, Helsinky, Finsko (tvrdý, hala)[2]
- Datum: 4.–7. února 2020
- Formát: Osm týmů bylo rozděleno do dvou čtyřčlenných základních bloků. Družstva z prvních míst bloků nastoupila k barážovému zápasu o postup do I. skupiny euroafrické zóny pro rok 2022 proti druhým celkům z opačného bloku. Týmy, které obsadily poslední příčky, odehrály zápas o udržení proti třetím výběrům z opačného bloku. Poražení sestoupili do III. skupiny euroafrické zóny pro rok 2022.

### Nasazení
| Koš                                                           | tým         | ITF | nas. |
| ------------------------------------------------------------- | ----------- | --- | ---- |
| 1.                                                            | Izrael      | 52. | 1.   |
| 1.                                                            | Dánsko      | 55. | 2.   |
| 2                                                             | Tunisko     | 61. | 3.   |
| 2                                                             | Portugalsko | 62. | 4.   |
| 3.                                                            | Gruzie      | 64. | 5.   |
| 3.                                                            | Finsko      | 65. | 6.   |
| 4.                                                            | Egypt       | 67. | 7.   |
| 4.                                                            | Moldavsko   | 88. | 8.   |
| ITF – žebříček ITF nasazení dle žebříčku z 11. listopadu 2019 |             |     |      |

### Bloky
|    |                 | GEO | TUN | ISR | MDA |
| 1. | Gruzie (3–0)    |     | 2–1 | 2–1 | 3–0 |
| 2. | Tunisko (2–1)   | 1–2 |     | 2–1 | 3–0 |
| 3. | Izrael (1–2)    | 1–2 | 1–2 |     | 3–0 |
| 4. | Moldavsko (0–3) | 0–3 | 0–3 | 0–3 |     |

|    |                   | DEN | FIN | EGY | POR |
| 1. | Dánsko (2–1)      |     | 2–1 | 1–2 | 3–0 |
| 2. | Finsko (2–1)      | 1–2 |     | 3–0 | 2–1 |
| 3. | Egypt (2–1)       | 2–1 | 0–3 |     | 2–1 |
| 4. | Portugalsko (0–3) | 0–3 | 1–2 | 1–2 |     |

### Baráž
| Pořadí | tým bloku A | výsledek | tým bloku B |
| ------ | ----------- | -------- | ----------- |
| Postup | Gruzie      | 2–1      | Finsko      |
| Postup | Tunisko     | 1–2      | Dánsko      |
| Sestup | Izrael      | 2–0      | Portugalsko |
| Sestup | Moldavsko   | 0–2      | Egypt       |

#### Zápas o postup: Gruzie vs. Finsko
| | Gruzie | 2 :                                                                              | 1   | Finsko |    |  |
| --- | ------ | -------------------------------------------------------------------------------- | --- | ------ | -- |  |
| Tenisové centrum Tali, Helsinky, Finsko 7. února 2020 tvrdý (hala) |        |                                                                                  |     |        |    |  |
| \| \| \| \| 1. \| 2. \| 3. \| \| \| -- \| \| -------------------------------------------------------------------------------- \| --- \| --- \| -- \| \| \| 1. \| \| Jekatěrine Gorgodzeová Anastasija Kulikovová \| 2 6 \| 4 6 \| \| \| \| 2. \| \| Mariam Bolkvadzeová Oona Orpanová \| 7 5 \| 6 4 \| \| \| \| 3. \| \| Jekatěrine Gorgodzeová / Oxana Kalašnikovová Laura Hietarantová / Oona Orpanaová \| 6 4 \| 6 3 \| \| \| \| \| \| \| \| \| \| \| \| \| \| \| \| \| \| \| \| \| \| \| \| \| \| \| \| \| \| \| \| \| \| \| \| \| \| \| \| \| \| \| |        |                                                                                  |     |        |    |  |
| |        |                                                                                  | 1.  | 2.     | 3. |  |
| 1. |        | Jekatěrine Gorgodzeová Anastasija Kulikovová                                     | 2 6 | 4 6    |    |  |
| 2. |        | Mariam Bolkvadzeová Oona Orpanová                                                | 7 5 | 6 4    |    |  |
| 3. |        | Jekatěrine Gorgodzeová / Oxana Kalašnikovová Laura Hietarantová / Oona Orpanaová | 6 4 | 6 3    |    |  |
| |        |                                                                                  |     |        |    |  |
| |        |                                                                                  |     |        |    |  |
| |        |                                                                                  |     |        |    |  |
| |        |                                                                                  |     |        |    |  |
| |        |                                                                                  |     |        |    |  |

#### Zápas o postup: Dánsko vs. Tunisko
| | Dánsko | 2 :                                                                      | 1   | Tunisko |     |  |
| --- | ------ | ------------------------------------------------------------------------ | --- | ------- | --- |  |
| Tenisové centrum Tali, Helsinky, Finsko 7. února 2020 tvrdý (hala) |        |                                                                          |     |         |     |  |
| \| \| \| \| 1. \| 2. \| 3. \| \| \| -- \| \| ------------------------------------------------------------------------ \| --- \| --- \| --- \| \| \| 1. \| \| Karen Barritzová Chiraz Bechriová \| 6 1 \| 6 4 \| \| \| \| 2. \| \| Clara Tausonová Ons Džabúrová \| 4 6 \| 4 6 \| \| \| \| 3. \| \| Emilie Francatiová / Maria Jespersenová Chiraz Bechriová / Ons Džabúrová \| 1 6 \| 6 2 \| 6 4 \| \| \| \| \| \| \| \| \| \| \| \| \| \| \| \| \| \| \| \| \| \| \| \| \| \| \| \| \| \| \| \| \| \| \| \| \| \| \| \| \| \| |        |                                                                          |     |         |     |  |
| |        |                                                                          | 1.  | 2.      | 3.  |  |
| 1. |        | Karen Barritzová Chiraz Bechriová                                        | 6 1 | 6 4     |     |  |
| 2. |        | Clara Tausonová Ons Džabúrová                                            | 4 6 | 4 6     |     |  |
| 3. |        | Emilie Francatiová / Maria Jespersenová Chiraz Bechriová / Ons Džabúrová | 1 6 | 6 2     | 6 4 |  |
| |        |                                                                          |     |         |     |  |
| |        |                                                                          |     |         |     |  |
| |        |                                                                          |     |         |     |  |
| |        |                                                                          |     |         |     |  |
| |        |                                                                          |     |         |     |  |

#### Zápas o sestup: Izrael vs. Portugalsko
| | Izrael | 2 :                                                                     | 0   | Portugalsko |    |            |
| --- | ------ | ----------------------------------------------------------------------- | --- | ----------- | -- | ---------- |
| Tenisové centrum Tali, Helsinky, Finsko 7. února 2020 tvrdý (hala) |        |                                                                         |     |             |    |            |
| \| \| \| \| 1. \| 2. \| 3. \| \| \| -- \| \| ----------------------------------------------------------------------- \| --- \| --- \| -- \| ---------- \| \| 1. \| \| Shelly Berezňaková Maria Inês Fonteová \| 6 3 \| 6 2 \| \| \| \| 2. \| \| Lina Glušková Francisca Jorgeová \| 6 4 \| 6 0 \| \| \| \| 3. \| \| Lina Glušková / Šavit Kimčiová Maria Inês Fonteová / Francisca Jorgeová \| \| \| \| nehrálo se \| \| \| \| \| \| \| \| \| \| \| \| \| \| \| \| \| \| \| \| \| \| \| \| \| \| \| \| \| \| \| \| \| \| \| \| \| \| \| \| \| |        |                                                                         |     |             |    |            |
| |        |                                                                         | 1.  | 2.          | 3. |            |
| 1. |        | Shelly Berezňaková Maria Inês Fonteová                                  | 6 3 | 6 2         |    |            |
| 2. |        | Lina Glušková Francisca Jorgeová                                        | 6 4 | 6 0         |    |            |
| 3. |        | Lina Glušková / Šavit Kimčiová Maria Inês Fonteová / Francisca Jorgeová |     |             |    | nehrálo se |
| |        |                                                                         |     |             |    |            |
| |        |                                                                         |     |             |    |            |
| |        |                                                                         |     |             |    |            |
| |        |                                                                         |     |             |    |            |
| |        |                                                                         |     |             |    |            |

#### Zápas o sestup: Egypt vs. Moldavsko
| | Egypt | 2 :                                                                               | 0   | Moldavsko |      |            |
| --- | ----- | --------------------------------------------------------------------------------- | --- | --------- | ---- | ---------- |
| Tenisové centrum Tali, Helsinky, Finsko 7. února 2020 tvrdý (hala) |       |                                                                                   |     |           |      |            |
| \| \| \| \| 1. \| 2. \| 3. \| \| \| -- \| \| --------------------------------------------------------------------------------- \| --- \| --- \| ---- \| ---------- \| \| 1. \| \| Sandra Samirová Daniela Ciobanuová \| 6 1 \| 7 5 \| \| \| \| 2. \| \| Majar Šarífová Anastasia Vdovencová \| 6 4 \| 1 6 \| 7 65 \| \| \| 3. \| \| Rana Šarífová Ahmedová / Majar Šarífová Daniela Ciobanuová / Anastasia Vdovencová \| \| \| \| nehrálo se \| \| \| \| \| \| \| \| \| \| \| \| \| \| \| \| \| \| \| \| \| \| \| \| \| \| \| \| \| \| \| \| \| \| \| \| \| \| \| \| \| |       |                                                                                   |     |           |      |            |
| |       |                                                                                   | 1.  | 2.        | 3.   |            |
| 1. |       | Sandra Samirová Daniela Ciobanuová                                                | 6 1 | 7 5       |      |            |
| 2. |       | Majar Šarífová Anastasia Vdovencová                                               | 6 4 | 1 6       | 7 65 |            |
| 3. |       | Rana Šarífová Ahmedová / Majar Šarífová Daniela Ciobanuová / Anastasia Vdovencová |     |           |      | nehrálo se |
| |       |                                                                                   |     |           |      |            |
| |       |                                                                                   |     |           |      |            |
| |       |                                                                                   |     |           |      |            |
| |       |                                                                                   |     |           |      |            |
| |       |                                                                                   |     |           |      |            |

### Konečné pořadí
| Umístění        | Tým         | Tým       |
| Postup/1. místo | Gruzie      | Dánsko    |
| 3. místo        | Finsko      | Tunisko   |
| 5. místo        | Izrael      | Egypt     |
| Sestup/7. místo | Portugalsko | Moldavsko |

Výsledek
- Dánsko a  Gruzie postoupily do I. skupiny zóny Evropy a Afriky pro rok 2022.
- Moldavsko a  Portugalsko sestoupily do III. skupiny zóny Evropy a Afriky pro rok 2022.

## III. skupina
- Místo konání: SEB Arena, Vilnius, Litva (tvrdý, hala)[3]
- Datum: 15.–19. června 2021
- Formát: Dvacet jedna týmů hrálo ve třech tříčlenných a třech čtyřčlenných základních blocích systémem každý s každým. Všech šest vítězů bloků se střetlo o dvě postupová místa v baráži, která měla charakter vyřazovacího systému. Družstva, která obsafila další místa, nastoupila k utkáním o konečné pořadí ve vyřazovacím formátu.

### Nasazení
| Koš                                                       | tým                 | ITF | nas. |
| --------------------------------------------------------- | ------------------- | --- | ---- |
| 1                                                         | Norsko              | 73. | 1.   |
| 1                                                         | Kypr                | 76. | 2.   |
| 1                                                         | Litva               | 77. | 3.   |
| 1                                                         | Irsko               | 81. | 4.   |
| 1                                                         | Malta               | 82. | 5.   |
| 1                                                         | Jižní Afrika        | 83. | 6.   |
| 2                                                         | Kosovo              | 86. | 7.   |
| 2                                                         | Alžírsko            | 87. | 8.   |
| 2                                                         | Severní Makedonie   | 88. | 9.   |
| 2                                                         | Arménie             | 89. | 10.  |
| 2                                                         | Černá Hora          | 90. | 11.  |
| 2                                                         | Bosna a Hercegovina | 93. | 12.  |
| 3                                                         | Keňa                | 96. | 13.  |
| 3                                                         | Island              | 97. | 14.  |
| 3                                                         | Albánie             | –   | –    |
| 3                                                         | Ázerbájdžán         | –   | –    |
| 3                                                         | Ghana               | –   | –    |
| 3                                                         | Namibie             | –   | –    |
| 3                                                         | Nigérie             | –   | –    |
| 3                                                         | Rwanda              | –   | –    |
| 3                                                         | Zimbabwe            | –   | –    |
| ITF – žebříček ITF nasazení dle žebříčku z 19. dubna 2021 |                     |     |      |

### Bloky
|    |                         | NOR | MKD | ALB |
| 1. | Norsko (2–0)            |     | 3–0 | 3–0 |
| 2. | Severní Makedonie (1–1) | 0–3 |     | 2–1 |
| 3. | Albánie (0–2)           | 0–3 | 1–2 |     |

|    |                           | BIH | CYP | RWA |
| 1. | Bosna a Hercegovina (2–0) |     | 2–1 | 3–0 |
| 2. | Kypr (1–1)                | 1–2 |     | 3–0 |
| 3. | Rwanda (0–2)              | 0–3 | 0–3 |     |

|    |               | LTU | NGR | KOS |
| 1. | Litva (2–0)   |     | 3–0 | 3–0 |
| 2. | Nigérie (1–1) | 0–3 |     | 3–0 |
| 3. | Kosovo (0–2)  | 0–3 | 0–3 |     |

|    |               | IRL | ARM | ISL | GHA |
| 1. | Irsko (3–0)   |     | 3–0 | 3–0 | 3–0 |
| 2. | Arménie (2–1) | 0–3 |     | 3–0 | 3–0 |
| 3. | Island (1–2)  | 0–3 | 0–3 |     | 2–1 |
| 4. | Ghana (0–3)   | 0–3 | 0–3 | 1–2 |     |

|    |                | MLT | ALG | ZIM | KEN |
| 1. | Malta (3–0)    |     | 3–0 | 2–1 | 3–0 |
| 2. | Alžírsko (2–1) | 0–3 |     | 2–1 | 3–0 |
| 3. | Zimbabwe (1–2) | 1–2 | 1–2 |     | 3–0 |
| 4. | Keňa (0–3)     | 0–3 | 0–3 | 0–3 |     |

|    |                    | RSA | MNE | AZE | NAM |
| 1. | Jižní Afrika (3–0) |     | 3–0 | 3–0 | 3–0 |
| 2. | Černá Hora (2–1)   | 0–3 |     | 3–0 | 2–1 |
| 3. | Ázerbájdžán (1–2)  | 0–3 | 0–3 |     | 3–0 |
| 4. | Namibie (0–3)      | 0–3 | 1–2 | 0–3 |     |

### Baráže

#### Zápasy o postup
|  | Semifinále 18. června 2021 | Semifinále 18. června 2021 | Semifinále 18. června 2021 |   |           | Zápasy o postup 19. června 2021 | Zápasy o postup 19. června 2021 | Zápasy o postup 19. června 2021 |  |
|  |                            |                            |                            |   |           |                                 |                                 |                                 |  |
|  |                            |                            |                            |   |           |                                 |                                 |                                 |  |
|  | A                          | Norsko                     |                            |   |           |                                 |                                 |                                 |  |
|  | A                          | Norsko                     |                            |   |           |                                 |                                 |                                 |  |
|  |                            | volný los                  |                            |   |           |                                 |                                 |                                 |  |
|  |                            | A                          | Norsko                     | 2 |           |                                 |                                 |                                 |  |
|  |                            |                            |                            | 2 |           |                                 |                                 |                                 |  |
|  |                            | B                          | Bosna a Hercegovina        | 0 |           |                                 |                                 |                                 |  |
|  | D                          | B                          | Bosna a Hercegovina        | 0 | Irsko     | 0                               |                                 |                                 |  |
|  | D                          |                            |                            |   | Irsko     | 0                               |                                 |                                 |  |
|  | B                          | Bosna a Hercegovina        | 3                          |   |           |                                 |                                 |                                 |  |
|  | B                          | Bosna a Hercegovina        | 3                          |   |           |                                 |                                 |                                 |  |
|  |                            |                            |                            |   |           |                                 |                                 |                                 |  |
|  |                            |                            |                            |   |           |                                 |                                 |                                 |  |
|  | F                          | Jižní Afrika               | 0                          |   |           |                                 |                                 |                                 |  |
|  | F                          | Jižní Afrika               | 0                          |   |           |                                 |                                 |                                 |  |
|  | E                          | Malta                      | 3                          |   |           |                                 |                                 |                                 |  |
|  | E                          | Malta                      | 3                          |   | E         | Malta                           | 0                               |                                 |  |
|  |                            |                            |                            |   | E         | Malta                           | 0                               |                                 |  |
|  |                            | C                          | Litva                      | 2 |           |                                 |                                 |                                 |  |
|  |                            | C                          | Litva                      | 2 | volný los |                                 |                                 |                                 |  |
|  |                            |                            |                            |   |           |                                 |                                 |                                 |  |
|  | C                          | Litva                      |                            |   |           |                                 |                                 |                                 |  |

##### Semifinále: Irsko vs. Bosna a Hercegovina
| | Irsko | 0 :                                                                           | 3   | Bosna a Hercegovina |    |  |
| --- | ----- | ----------------------------------------------------------------------------- | --- | ------------------- | -- |  |
| SEB Arena, Vilnius, Litva 18. června 2021 tvrdý (hala) |       |                                                                               |     |                     |    |  |
| \| \| \| \| 1. \| 2. \| 3. \| \| \| -- \| \| ----------------------------------------------------------------------------- \| --- \| --- \| -- \| \| \| 1. \| \| Celine Simunyuová Nefisa Berberovićová \| 2 6 \| 0 6 \| \| \| \| 2. \| \| Anna Bowtellová Dea Herdželašová \| 3 6 \| 4 6 \| \| \| \| 3. \| \| Sophia Derivanová / Shauna Heffernanová Anita Husarićová / Suana Tucakovićová \| 5 7 \| 1 6 \| \| \| \| \| \| \| \| \| \| \| \| \| \| \| \| \| \| \| \| \| \| \| \| \| \| \| \| \| \| \| \| \| \| \| \| \| \| \| \| \| \| \| |       |                                                                               |     |                     |    |  |
| |       |                                                                               | 1.  | 2.                  | 3. |  |
| 1. |       | Celine Simunyuová Nefisa Berberovićová                                        | 2 6 | 0 6                 |    |  |
| 2. |       | Anna Bowtellová Dea Herdželašová                                              | 3 6 | 4 6                 |    |  |
| 3. |       | Sophia Derivanová / Shauna Heffernanová Anita Husarićová / Suana Tucakovićová | 5 7 | 1 6                 |    |  |
| |       |                                                                               |     |                     |    |  |
| |       |                                                                               |     |                     |    |  |
| |       |                                                                               |     |                     |    |  |
| |       |                                                                               |     |                     |    |  |
| |       |                                                                               |     |                     |    |  |

##### Semifinále: Jihoafrická republika vs. Malta
| | Jihoafrická republika | 0 :                                                                             | 3   | Malta |     |  |
| --- | --------------------- | ------------------------------------------------------------------------------- | --- | ----- | --- |  |
| SEB Arena, Vilnius, Litva 18. června 2021 tvrdý (hala) |                       |                                                                                 |     |       |     |  |
| \| \| \| \| 1. \| 2. \| 3. \| \| \| -- \| \| ------------------------------------------------------------------------------- \| --- \| --- \| --- \| \| \| 1. \| \| Delien Kleinhansová Francesca Curmiová \| 1 6 \| 1 6 \| \| \| \| 2. \| \| Chanel Simmondsová Helene Pellicanová \| 6 0 \| 2 6 \| 4 6 \| \| \| 3. \| \| Kelly Arendsová / Lara Van Der Merweová Francesca Curmiová / Elaine Genoveseová \| 4 6 \| 1 6 \| \| \| \| \| \| \| \| \| \| \| \| \| \| \| \| \| \| \| \| \| \| \| \| \| \| \| \| \| \| \| \| \| \| \| \| \| \| \| \| \| \| \| |                       |                                                                                 |     |       |     |  |
| |                       |                                                                                 | 1.  | 2.    | 3.  |  |
| 1. |                       | Delien Kleinhansová Francesca Curmiová                                          | 1 6 | 1 6   |     |  |
| 2. |                       | Chanel Simmondsová Helene Pellicanová                                           | 6 0 | 2 6   | 4 6 |  |
| 3. |                       | Kelly Arendsová / Lara Van Der Merweová Francesca Curmiová / Elaine Genoveseová | 4 6 | 1 6   |     |  |
| |                       |                                                                                 |     |       |     |  |
| |                       |                                                                                 |     |       |     |  |
| |                       |                                                                                 |     |       |     |  |
| |                       |                                                                                 |     |       |     |  |
| |                       |                                                                                 |     |       |     |  |

##### Zápas o postup: Norsko vs. Bosna a Hercegovina
| | Norsko | 2 :                                                                      | 0   | Bosna a Hercegovina |    |            |
| --- | ------ | ------------------------------------------------------------------------ | --- | ------------------- | -- | ---------- |
| SEB Arena, Vilnius, Litva 19. června 2021 tvrdý (hala) |        |                                                                          |     |                     |    |            |
| \| \| \| \| 1. \| 2. \| 3. \| \| \| -- \| \| ------------------------------------------------------------------------ \| --- \| --- \| -- \| ---------- \| \| 1. \| \| Malene Helgøvá Nefisa Berberovićová \| 6 0 \| 6 4 \| \| \| \| 2. \| \| Ulrikke Eikeriová Dea Herdželašová \| 7 5 \| 6 3 \| \| \| \| 3. \| \| Ulrikke Eikeriová / Malene Helgøvá Anita Husarićová / Suana Tucakovićová \| \| \| \| nehrálo se \| \| \| \| \| \| \| \| \| \| \| \| \| \| \| \| \| \| \| \| \| \| \| \| \| \| \| \| \| \| \| \| \| \| \| \| \| \| \| \| \| |        |                                                                          |     |                     |    |            |
| |        |                                                                          | 1.  | 2.                  | 3. |            |
| 1. |        | Malene Helgøvá Nefisa Berberovićová                                      | 6 0 | 6 4                 |    |            |
| 2. |        | Ulrikke Eikeriová Dea Herdželašová                                       | 7 5 | 6 3                 |    |            |
| 3. |        | Ulrikke Eikeriová / Malene Helgøvá Anita Husarićová / Suana Tucakovićová |     |                     |    | nehrálo se |
| |        |                                                                          |     |                     |    |            |
| |        |                                                                          |     |                     |    |            |
| |        |                                                                          |     |                     |    |            |
| |        |                                                                          |     |                     |    |            |
| |        |                                                                          |     |                     |    |            |

##### Zápas o postup: Malta vs. Litva
| | Malta | 0 :                                                                               | 2   | Litva |    |            |
| --- | ----- | --------------------------------------------------------------------------------- | --- | ----- | -- | ---------- |
| SEB Arena, Vilnius, Litva 19. června 2021 tvrdý (hala) |       |                                                                                   |     |       |    |            |
| \| \| \| \| 1. \| 2. \| 3. \| \| \| -- \| \| --------------------------------------------------------------------------------- \| --- \| --- \| -- \| ---------- \| \| 1. \| \| Francesca Curmiová Akvilė Paražinskaitė \| 1 6 \| 4 6 \| \| \| \| 2. \| \| Helene Pellicanová Justina Mikulskytė \| 2 6 \| 2 6 \| \| \| \| 3. \| \| Francesca Curmiová / Elaine Genoveseová Justina Mikulskytė / Akvilė Paražinskaitė \| \| \| \| nehrálo se \| \| \| \| \| \| \| \| \| \| \| \| \| \| \| \| \| \| \| \| \| \| \| \| \| \| \| \| \| \| \| \| \| \| \| \| \| \| \| \| \| |       |                                                                                   |     |       |    |            |
| |       |                                                                                   | 1.  | 2.    | 3. |            |
| 1. |       | Francesca Curmiová Akvilė Paražinskaitė                                           | 1 6 | 4 6   |    |            |
| 2. |       | Helene Pellicanová Justina Mikulskytė                                             | 2 6 | 2 6   |    |            |
| 3. |       | Francesca Curmiová / Elaine Genoveseová Justina Mikulskytė / Akvilė Paražinskaitė |     |       |    | nehrálo se |
| |       |                                                                                   |     |       |    |            |
| |       |                                                                                   |     |       |    |            |
| |       |                                                                                   |     |       |    |            |
| |       |                                                                                   |     |       |    |            |
| |       |                                                                                   |     |       |    |            |

#### Zápas o 5. místo
|  | Zápas o 5. místo 19. června 2021 |              |   |
|  |                                  |              |   |
|  | D                                | Irsko        | 2 |
|  | F                                | Jižní Afrika | 1 |

##### Zápas o 5. místo: Irsko vs. Jihoafrická republika
| | Irsko | 2 :                                                                                | 1    | Jihoafrická republika |    |  |
| --- | ----- | ---------------------------------------------------------------------------------- | ---- | --------------------- | -- |  |
| SEB Arena, Vilnius, Litva 19. června 2021 tvrdý (hala) |       |                                                                                    |      |                       |    |  |
| \| \| \| \| 1. \| 2. \| 3. \| \| \| -- \| \| ---------------------------------------------------------------------------------- \| ---- \| --- \| -- \| \| \| 1. \| \| Celine Simunyuová Lara Van Der Merweová \| 7 62 \| 6 4 \| \| \| \| 2. \| \| Anna Bowtellová Chanel Simmondsová \| 2 6 \| 4 6 \| \| \| \| 3. \| \| Sophia Derivanová / Shauna Heffernanová Chanel Simmondsová / Lara Van Der Merweová \| 6 3 \| 6 4 \| \| \| \| \| \| \| \| \| \| \| \| \| \| \| \| \| \| \| \| \| \| \| \| \| \| \| \| \| \| \| \| \| \| \| \| \| \| \| \| \| \| \| |       |                                                                                    |      |                       |    |  |
| |       |                                                                                    | 1.   | 2.                    | 3. |  |
| 1. |       | Celine Simunyuová Lara Van Der Merweová                                            | 7 62 | 6 4                   |    |  |
| 2. |       | Anna Bowtellová Chanel Simmondsová                                                 | 2 6  | 4 6                   |    |  |
| 3. |       | Sophia Derivanová / Shauna Heffernanová Chanel Simmondsová / Lara Van Der Merweová | 6 3  | 6 4                   |    |  |
| |       |                                                                                    |      |                       |    |  |
| |       |                                                                                    |      |                       |    |  |
| |       |                                                                                    |      |                       |    |  |
| |       |                                                                                    |      |                       |    |  |
| |       |                                                                                    |      |                       |    |  |

#### Zápasy o 7.–12. místo
|  | Semifinále 18. června 2021 | Semifinále 18. června 2021 | Semifinále 18. června 2021 |   |           | Zápasy o 7. místo 19. června 2021 | Zápasy o 7. místo 19. června 2021 | Zápasy o 7. místo 19. června 2021 |  |
|  |                            |                            |                            |   |           |                                   |                                   |                                   |  |
|  |                            |                            |                            |   |           |                                   |                                   |                                   |  |
|  | B                          | Kypr                       |                            |   |           |                                   |                                   |                                   |  |
|  | B                          | Kypr                       |                            |   |           |                                   |                                   |                                   |  |
|  |                            | volný los                  |                            |   |           |                                   |                                   |                                   |  |
|  |                            | B                          | Kypr                       | 2 |           |                                   |                                   |                                   |  |
|  |                            |                            |                            | 2 |           |                                   |                                   |                                   |  |
|  |                            | C                          | Nigérie                    | 0 |           |                                   |                                   |                                   |  |
|  | D                          | C                          | Nigérie                    | 0 | Arménie   | 1                                 |                                   |                                   |  |
|  | D                          |                            |                            |   | Arménie   | 1                                 |                                   |                                   |  |
|  | C                          | Nigérie                    | 2                          |   |           |                                   |                                   |                                   |  |
|  | C                          | Nigérie                    | 2                          |   |           |                                   |                                   |                                   |  |
|  |                            |                            |                            |   |           |                                   |                                   |                                   |  |
|  |                            |                            |                            |   |           |                                   |                                   |                                   |  |
|  | F                          | Černá Hora                 | 2                          |   |           |                                   |                                   |                                   |  |
|  | F                          | Černá Hora                 | 2                          |   |           |                                   |                                   |                                   |  |
|  | A                          | Severní Makedonie          | 0                          |   |           |                                   |                                   |                                   |  |
|  | A                          | Severní Makedonie          | 0                          |   | F         | Černá Hora                        | 2                                 |                                   |  |
|  |                            |                            |                            |   | F         | Černá Hora                        | 2                                 |                                   |  |
|  |                            | E                          | Alžírsko                   | 1 |           |                                   |                                   |                                   |  |
|  |                            | E                          | Alžírsko                   | 1 | volný los |                                   |                                   |                                   |  |
|  |                            |                            |                            |   |           |                                   |                                   |                                   |  |
|  | E                          | Alžírsko                   |                            |   |           |                                   |                                   |                                   |  |

#### Zápas o 11. místo
|  | Zápas o 11. místo 19. června 2021 |                   |   |
|  |                                   |                   |   |
|  | D                                 | Arménie           | 2 |
|  | A                                 | Severní Makedonie | 1 |

#### Zápasy o 13.–18. místo
|  | Semifinále 18. června 2021 | Semifinále 18. června 2021 | Semifinále 18. června 2021 |   |           | Zápasy o 13. místo 19. června 2021 | Zápasy o 13. místo 19. června 2021 | Zápasy o 13. místo 19. června 2021 |  |
|  |                            |                            |                            |   |           |                                    |                                    |                                    |  |
|  |                            |                            |                            |   |           |                                    |                                    |                                    |  |
|  | C                          | Kosovo                     |                            |   |           |                                    |                                    |                                    |  |
|  | C                          | Kosovo                     |                            |   |           |                                    |                                    |                                    |  |
|  |                            | volný los                  |                            |   |           |                                    |                                    |                                    |  |
|  |                            | C                          | Kosovo                     | 2 |           |                                    |                                    |                                    |  |
|  |                            |                            |                            | 2 |           |                                    |                                    |                                    |  |
|  |                            | E                          | Zimbabwe                   | 1 |           |                                    |                                    |                                    |  |
|  | E                          | E                          | Zimbabwe                   | 1 | Zimbabwe  | 3                                  |                                    |                                    |  |
|  | E                          |                            |                            |   | Zimbabwe  | 3                                  |                                    |                                    |  |
|  | B                          | Rwanda                     | 0                          |   |           |                                    |                                    |                                    |  |
|  | B                          | Rwanda                     | 0                          |   |           |                                    |                                    |                                    |  |
|  |                            |                            |                            |   |           |                                    |                                    |                                    |  |
|  |                            |                            |                            |   |           |                                    |                                    |                                    |  |
|  | A                          | Albánie                    | 1                          |   |           |                                    |                                    |                                    |  |
|  | A                          | Albánie                    | 1                          |   |           |                                    |                                    |                                    |  |
|  | F                          | Ázerbájdžán                | 2                          |   |           |                                    |                                    |                                    |  |
|  | F                          | Ázerbájdžán                | 2                          |   | F         | Ázerbájdžán                        | 3                                  |                                    |  |
|  |                            |                            |                            |   | F         | Ázerbájdžán                        | 3                                  |                                    |  |
|  |                            | D                          | Island                     | 0 |           |                                    |                                    |                                    |  |
|  |                            | D                          | Island                     | 0 | volný los |                                    |                                    |                                    |  |
|  |                            |                            |                            |   |           |                                    |                                    |                                    |  |
|  | D                          | Island                     |                            |   |           |                                    |                                    |                                    |  |

#### Zápas o 17. místo
|  | Zápas 17. místo 19. června 2021 |         |   |
|  |                                 |         |   |
|  | B                               | Rwanda  | 0 |
|  | A                               | Albánie | 3 |

#### Zápasy o 19.–21. místo
|  | Semifinále 18. června 2021 | Semifinále 18. června 2021 | Semifinále 18. června 2021 |         |   | Zápas o 19. místo 19. června 2021 | Zápas o 19. místo 19. června 2021 | Zápas o 19. místo 19. června 2021 |  |  |  |  |  |
|  |                            |                            |                            |         |   |                                   |                                   |                                   |  |  |  |  |  |
|  |                            |                            |                            |         |   |                                   |                                   |                                   |  |  |  |  |  |
|  |                            | E                          | Keňa                       | 1       |   |                                   |                                   |                                   |  |  |  |  |  |
|  |                            |                            |                            | 1       |   |                                   |                                   |                                   |  |  |  |  |  |
|  |                            |                            | F                          | Namibie | 2 |                                   |                                   |                                   |  |  |  |  |  |
|  | D                          | Ghana                      | F                          | Namibie | 2 | 1                                 |                                   |                                   |  |  |  |  |  |
|  | D                          | Ghana                      |                            |         |   | 1                                 |                                   |                                   |  |  |  |  |  |
|  | F                          | Namibie                    | 2                          |         |   |                                   |                                   |                                   |  |  |  |  |  |

### Konečné pořadí
| Umístění        | Tým                 | Tým               |
| Postup/1. místo | Norsko              | Litva             |
| 3. místo        | Bosna a Hercegovina | Malta             |
| 5. místo        | Irsko               | Irsko             |
| 6. místo        | Jižní Afrika        | Jižní Afrika      |
| 7. místo        | Kypr                | Černá Hora        |
| 9. místo        | Nigérie             | Alžírsko          |
| 11. místo       | Arménie             | Arménie           |
| 12. místo       | Severní Makedonie   | Severní Makedonie |
| 13. místo       | Kosovo              | Ázerbájdžán       |
| 15. místo       | Zimbabwe            | Island            |
| 17. místo       | Albánie             | Albánie           |
| 18. místo       | Rwanda              | Rwanda            |
| 19. místo       | Namibie             | Namibie           |
| 20. místo       | Keňa                | Keňa              |
| 21. místo       | Ghana               | Ghana             |

Výsledek
- Litva a  Norsko postoupily do II. skupiny zóny Evropy a Afriky pro rok 2022.